# ميشيل بونير
ميشيل بونير (بالإنجليزية: Michelle Bonner)‏ هي معلقة رياضية ومذيعة أخبار أمريكية، ولدت في 6 يونيو 1972.